# 욕망이라는 이름의 전차
《욕망이라는 이름의 전차》(A Streetcar Named Desire)는 1947년 미국의 유명 극작가 테네시 윌리엄스가 쓴 희곡이며, 1948년 연극 부문으로 퓰리처상을 받았다. 첫 연극은 뉴욕, 브로드웨이에서 1947년 12월부터 1949년 12월까지 공연되었고, 엘리아 카잔 (Elia Kazan)이 연출하였다.

## 줄거리
미국 남부 농장의 지주인 블랑슈 뒤부아(Blanche Dubois)는 어린 시절 결혼한 남편의 충격적인 죽음과 농장의 몰락으로 받은 정신적인 고통을 남자들과의 욕정으로 채워나가던 여자이다. 고향에서 쫓겨나다시피 해서 루이지애나주의 뉴올리언스에 남편과 살고 있는 동생 스텔라 코왈스키(Stella Kowalski)의 집에 예고 없이 찾아간다. 블랑슈는 그녀의 과거를 숨긴 채 우아하고 순결한 여자처럼 행동한다. 그런 그녀의 실상을 눈치 챈 스텔라의 남편 스탠리 코왈스키(Stanley Kowalski)는 그녀와 꾸준히 갈등을 빚게 된다.
블랑슈가 도착한 다음날 스탠리는 그의 친구들과 포커게임을 하던 와중 취해서 부인 스텔라를 때리는 바람에 겁에질린 스텔라와 블랑슈는 이층 주민 유니스 (Eunice)의 집으로 도망간다. 다음날 스탠리가 울며 빌자 스텔라가 집으로 돌아가 스탠리에게 안기는것을 보고 블랑슈는 스탠리의 폭행에 대해 야만인이라 칭하지만 스텔라는 듣지 않고 스탠리와 애정행각을 벌인다.
스탠리와 블랑슈의 갈등은, 스탠리가 블랑슈와 사귀게 된 그의 친구 미치(Mitch)에게 그녀의 과거와 거짓 증언을 알려주며 둘의 결혼이 무산됨으로써 최고조에 이른다. 스텔라가 아이를 낳으러 가고 블랑슈와 스탠리가 단둘이 대면할 때 블랑슈는 강간을 당하고 결국 블랑슈는 정신적인 충격을 받아 정신병원에 입원하게 된다. 마지막 장면에서 블랑슈는 의사에게 그녀의 명대사 "당신이 누군지 모르겠지만, 저는 항상 낯선 사람들의 친절에 의지하며 살아왔어요"(Whoever you are, I have always depended on the kindness of strangers.)라는 말을 남긴다.

## 영화화된 작품
가장 유명한 영화 작품으로는 1951년 비비언 리(Vivien Leigh)가 주연을 맡은 1951년 작품이다. 감독은 엘리아 카잔 (Elia Kazan)이 맡았고 스탠리 코왈스키 역으로는 말론 브란도가 맡았다. 이 영화는 아카데미상에 12개 부문 추천되어 4개 부문에서 수상하였다.(주연여우상, 주연남우상, 조연여우상)

## 한국에서의 작품
2010년에 이 작품은 대학로에서 김정균(스탠리 역), 이현경(스텔라 역)으로 공연을 하였다.

## 작가의 다른 작품들
- 《유리동물원》 - 1944년
- 《여름과 연기》 - 1948년 (Summer and Smoke)
- 《추억의 장미》 - 1951년 (The Rose Tattoo)
- 《카미노 리얼》 - 1953년 (Camino Real)
- 《뜨거운 양철지붕 위의 고양이》 - 1955년
- 《지난 여름 갑자기》 - 1958년 (Suddenly Last Summer)
- 《애인과 정부》 - 1959년 (Sweet Bird of Youth)